# Wet maatschappelijke ondersteuning 2015
De Wet maatschappelijke ondersteuning 2015 (Wmo 2015) is een Nederlandse wet die op 1 januari 2015 in werking getreden is. Het is de opvolger van de Wet maatschappelijke ondersteuning (Wmo) die in 2007 was ingevoerd. Wmo 2015 vormt een onderdeel van het stelsel van Zorg en Welzijn, dat verder bestaat uit de Wet langdurige zorg (Wlz), de Zorgverzekeringswet (Zvw) en de Jeugdwet.

## Algemeen
Vanaf 1 januari 2015 zijn gemeenten verantwoordelijk voor het ondersteunen van de zelfredzaamheid en participatie van mensen met een beperking, chronische psychische of psychosociale problemen. De ondersteuning moet erop gericht zijn dat mensen zo lang mogelijk in de eigen leefomgeving kunnen blijven. Voor mensen met psychische of psychosociale problemen of voor mensen die, al dan niet in verband met risico’s voor hun veiligheid als gevolg van huiselijk geweld, de thuissituatie hebben verlaten, voorzien gemeenten in de behoefte aan beschermd wonen en opvang.
Wmo 2015 is een onderdeel van de hervorming van de langdurige zorg per 1 januari 2015. Met de Wmo 2015 wordt de kwaliteit van de maatschappelijke ondersteuning aangepast aan de veranderende eisen van - en omstandigheden binnen de maatschappij. Mensen willen zo lang mogelijk thuis kunnen wonen, de regie op hun eigen leven behouden en niet eenzaam zijn. De overheid wil de mogelijkheden tot het bieden van passende ondersteuning aan mensen in de eigen leefomgeving door het sociale netwerk of met behulp van gemeentelijke voorzieningen in de nabijheid beter benutten. Hiervoor is belangrijk dat mensen met beperkingen zoveel mogelijk in staat worden gesteld op gelijke voet te participeren en deel te nemen aan het dagelijkse leven. Gemeenten hebben de opdracht de toegankelijkheid van voorzieningen, diensten en ruimten voor mensen met een beperking te bevorderen en daarmee bij te dragen aan het realiseren van een inclusieve samenleving.
Wmo 2015 biedt niet alleen aan gemeenten, maar ook aan (eigen initiatieven van) inwoners om ondersteuning dicht bij mensen in buurten, wijken en dorpen te organiseren. Van gemeenten wordt verwacht dat zij bij de uitvoering van het beleid actief samenwerken met zorgverzekeraars, zorgaanbieders en andere betrokkenen in buurten, wijken en dorpen, zoals huisartsen. Belangrijke aandachtsgebieden vormen hierbij de werkzaamheden van de wijkverpleegkundige en het bieden van thuisverpleging en een gezamenlijke inzet op preventie ter bevordering van de gezondheid en het welzijn van mensen.
In Wmo 2015 zijn kaders opgenomen waaraan het gemeentelijke beleidsplan ten minste moet voldoen. De lokale beleidsruimte is daarmee ingekaderd en voorzien van waarborgen waaraan inwoners het lokale beleid en voorzieningenniveau kunnen toetsen. Het beleidsplan moet erin voorzien dat het college van burgemeester en wethouders de sociale samenhang en de toegankelijkheid van voorzieningen, diensten en ruimten voor mensen met een beperking bevordert.
Binnen Wmo 2015 wordt van gemeenten verwacht dat op lokaal niveau een verdere uitwerking wordt gegeven aan het uitgangspunt van de VN-conventie inzake rechten van personen met een handicap en daarmee een bijdrage leveren aan het realiseren van een inclusieve samenleving. Tevens moet het beleidsplan erin voorzien dat het college beleid voert waarmee de leefbaarheid wordt bevorderd en in dat kader huiselijk geweld wordt voorkomen en bestreden. Daarnaast dient de ondersteuning van mantelzorgers en vrijwilligers expliciet onderdeel uit te maken van het lokale beleidsplan.
Van gemeenten wordt een actieve inzet verwacht op het gebied van preventie en vroegsignalering om te voorkomen dat mensen aangewezen raken op (zwaardere) vormen van langdurige, maatschappelijke ondersteuning. Voor mensen die maatschappelijke ondersteuning behoeven, kan het gemeentebestuur ervoor kiezen algemene voorzieningen aan te bieden. In het lokale beleidsplan kan hieraan uitwerking worden gegeven. Voor mensen die op maatschappelijke ondersteuning zijn aangewezen en hierin zelf niet kunnen voorzien, ook niet met behulp van gebruikelijke hulp, mantelzorg of met hulp van andere personen uit het sociale netwerk dan wel met gebruikmaking van algemene voorzieningen, dient het college te voorzien in een maatwerkvoorziening.
Bij algemene voorzieningen en maatwerkvoorzieningen wordt uitgegaan van de volgende resultaatsgebieden:
- zorg voor het huishouden (waaronder begrepen het bereiden van de voeding, de zorg voor de woning, de zorg voor textiel, het doen van boodschappen en de zorg voor huisgenoten)
- zich kunnen verplaatsen binnen en buiten de woning (hulpmiddelen bij of voor het zich kunnen verplaatsen, door- en toegankelijkheid van de woning, gebruik van trap/toilet/natte cel)
- zich lokaal en regionaal kunnen verplaatsen met een vervoermiddel (fiets, auto, openbaar vervoer, deelnemen aan verkeer)
- ontmoeten van mensen om sociale contacten aan te gaan (sociale en maatschappelijke participatie).

### Resultaatsverplichting
De in de wet vastgelegde verplichting voor het college tot het onder omstandigheden verstrekken van een maatwerkvoorziening verschilt qua zekerheid voor de cliënt niet van de bedoeling van de compensatieplicht in de Wmo 2007. De resultaatsverplichting van de Wmo 2015 heeft weliswaar een andere opzet en vormgeving dan de Wmo 2007, maar verplicht het college onverminderd om voor mensen met een beperking zodanig maatwerk te realiseren dat – net als onder de werking van de compensatieplicht – sprake is van een passende bijdrage aan de redzaamheid en participatie van betrokkene. Met als verschil dat de resultaatsverplichting van de Wmo 2015 ziet op de gehele breedte van de wet, terwijl de compensatieplicht in de Wmo 2007 betrekking had op een viertal expliciet genoemde resultaten.

### Thuiszorg
Verpleging en verzorging voor volwassenen vormen geen onderdeel van de Wmo 2015. Verpleging is bijvoorbeeld wondverzorging, het toedienen van injecties, toediening van medicijnen en stomazorg. Bij verzorging gaat het bijvoorbeeld om hulp bij het aan- en uitkleden, het wassen en douchen en de verzorging van de huid. Dit wordt vaak hulp bij 'algemene dagelijkse levensverrichtingen' genoemd (ADL). Voor mensen die hun hele leven zorg nodig zullen hebben, vallen verpleging en verzorging onder de Wet langdurige zorg (Wlz). Het gaat om intensieve zorg waarvoor een Wlz-indicatie nodig is. Zonder een Wlz-indicatie valt eventueel noodzakelijke verpleging en verzorging onder de Zorgverzekeringswet (Zvw). 
Samen met de huisartsenzorg en eventueel andere eerstelijnszorg (zoals de specialist ouderengeneeskunde) moet deze ‘zorg in de wijk’ erop gericht zijn om mensen zo lang mogelijk thuis te laten wonen, ondanks ouderdom of beperking. Daarmee wordt duurdere zorg voorkomen, zoals ziekenhuisopnames of intensieve zorg uit hoofde van de Wlz.

### Extramurale zorg
De extramurale verpleging en behandeling zoals die plaatsvond onder de Algemene Wet Bijzondere Ziektekosten (AWBZ) is vanaf 1 januari 2015 overgegaan naar de Wlz (langdurige verpleging en behandeling) en Zvw (kortstondig). De overige extramurale zorg (individuele begeleiding, dagbesteding en verzorging van mensen met een verstandelijke beperking en/of psychische aandoening) kwam per 1 januari 2015 onder de werking van de Wmo 2015. 
In de jaren voor 2015 is bij zorgkantoren en bij zorgaanbieders veel expertise over de extramurale zorg opgebouwd. Het is de vraag of en zo ja welke opgebouwde expertise de gemeenten en hun zorgaanbieders hebben overgenomen. Met name gaat het daarbij om specifieke aandoeningen bij mensen met zintuiglijke problemen en mensen met niet-aangeboren hersenletsel (NAH). Deze doelgroepen vragen specifieke kennis die niet elke zorgaanbieder in huis heeft. De huidige aanbieders van deze specifieke begeleiding werken in grote regio`s, vaak provincie-overstijgend. Hoe deze inkoop van kennis bij gemeenten gaat, is nog onduidelijk.
| AWBZ indicatie tot 2015:         | In 2015 overgeheveld naar:                                                                                   | Nieuwe indicaties bij: | Zorgtoewijzing: |
| Begeleiding individueel          | Wmo 2015 | Gemeente               | Gemeente        |
| Begeleiding groep (dagbesteding) | Wmo 2015 | Gemeente               | Gemeente        |
| Behandeling                      | Lichamelijke beperking, psychogeriatrische aandoening (bijvoorbeeld dementie), verstandelijke beperking: Wlz | CIZ                    | Zorgkantoor     |
|                                  | Zintuiglijke beperking: Wlz                                                                                  | Behandelaar            | Zorgverzekeraar |
| Tolkvoorziening                  | Vergoeding reeds afgeschaft in 2012                                                                          |                        |                 |
| Logeren                          | Psychische aandoening: Wmo 2015                                                                              | Gemeente               | Gemeente        |
| Verzorging                       | Zvw (wijkverpleging)                                                                                         | Wijkverpleegkundige    | Zorgverzekeraar |
|                                  | Psychische aandoening en verstandelijke beperking: Wmo 2015                                                  | Gemeente               | Gemeente        |
| Verpleging                       | Zvw (wijkverpleging)                                                                                         | Wijkverpleegkundige    | Zorgverzekeraar |

### Aandachtspunten
- Een van de taken van de gemeente is het verstrekken van voorzieningen rond sociale contacten en het meedoen in de samenleving. Uit onderzoek van het Centraal Bureau voor de Statistiek (CBS) blijkt dat ruim 10 procent van de 65-plussers niet of nauwelijks participeren (ze hebben bijvoorbeeld weinig sociale contacten, zijn geen lid van organisaties of doen geen vrijwilligerswerk) en weinig of geen vertrouwen in de medemens of instituties hebben. Hoger opgeleiden leven met 3 procent minder sociaal in de marge dan lager opgeleiden (11 procent).[3]
- Op basis van de ervaringen met de uitvoering van de Wmo 2015 stelt het Sociaal en Cultureel Planbureau (SCP) in maart 2018 dat lokaal meer samenwerking in de zorg en ondersteuning nodig is.[4] Gemeenten moeten volgens het SCP stevig inzetten op de samenwerking met zorginstellingen, bedrijven en vrijwilligers ter verbetering van de uitvoering van hun taken. Bij het vormgeven van die relaties zijn gemeenten leidend. Er ligt een forse ambitieuze opdracht met als agenda: het verduidelijken van de sociale basis en solidariteit die inwoners van hun gemeente mogen verwachten; het verbeteren van keukentafelgesprekken en van inspraak/zeggenschap van burgers en mantelzorgers; betere informatievoorziening over praktijkervaringen en kennisdeling over goede en slechte praktijken. Daarnaast zal de rijksoverheid meer verantwoordelijkheid moeten nemen voor adequate financiële randvoorwaarden, kennisdeling en opleidingen. Dit lokaal sociaal contract kent aldus zes aandachtspunten:

1. Er is een heldere visie nodig op wat overheid en burgers van elkaar mogen verwachten. De laatste jaren is vooral gecommuniceerd wat de overheid niet meer doet en wat burgers zelf moeten doen. De overheid heeft echter wel degelijk een rol. Zij dient bijvoorbeeld een sociale basis te garanderen voor mensen die hulp nodig hebben, inclusief bezwaar en beroep.
2. Risicodeling en solidariteit gaan in het sociaal domein niet alleen om het compenseren van ziekte of ongezondheid, maar vooral ook over meedoen aan de samenleving. Dit betreft een combinatie van inkomen, zorg, arbeid en werken aan relevante netwerken. Zorgcoöperaties zijn goede voorbeelden van deze meer integrale inzet.
3. Een integrale aanpak vraagt om een bredere blik op gezondheid, waarbij omgevingsfactoren, beschikbaarheid van hulpbronnen, opeenstapeling van gebreken en eenzaamheid, werkloosheid en/of een gebrek aan sociale activiteiten worden meegenomen. De keukentafelgesprekken moeten hier beter op inspelen.
4. Meer beslissingsmacht vergt niet meer bestuur, wel meer zeggenschap. Steeds meer patiënten, cliënten en hun naasten willen en kunnen zelf zeggenschap krijgen over hun zorg en ondersteuning. Tegelijkertijd kan niet iedereen door de bomen het bos blijven zien in de complexe zorgsector. Daarom zijn zaakwaarnemers (zoals casemanagers en buddy’s) nodig.
5. Bij macht hoort tegenmacht, bijvoorbeeld via zeggenschap van burgers en professionals in lokale praktijken. Daarvoor is dan wel betere informatie over de beschikbare zorg en de kwaliteit ervan nodig. Praktijkervaringen moeten daarbij veel meer leidend zijn.
6. Tot slot is een lerende uitvoeringspraktijk van belang, waaraan de wetenschap actief deelneemt. Een continue dialoog tussen beleid en praktijk betekent dat onderzoeks- en kennisinstellingen de goede en slechte praktijken beter in kaart moeten brengen, maar ook wat burgers daarvan vinden. Die kennis kan beter en eerder gedeeld worden, ook in de publieke media. De rijksoverheid is verantwoordelijk voor een goede kennisinfrastructuur en opleidingenaanbod.

## Algemene voorziening
Een algemene voorziening is een aanbod van diensten of activiteiten dat, zonder voorafgaand onderzoek naar de behoeften, persoonskenmerken en mogelijkheden van de gebruikers, toegankelijk is en dat is gericht op het versterken van zelfredzaamheid en participatie. Het college stelt dat aanbod aan algemene voorzieningen vast op basis van een door de gemeenteraad vastgesteld beleidsplan. In dat plan staat het door het gemeentebestuur te voeren beleid met betrekking tot de maatschappelijke ondersteuning.
Algemene voorzieningen zijn bijvoorbeeld lokaal vervoer en het verbeteren van de toegankelijkheid van gebouwen en voorzieningen. Andere meer specifieke en op inwoners afgestemde algemene voorzieningen zijn een klussendienst, een was- en strijkservice, een maaltijdvoorziening, ondersteuning bij het doen van boodschappen, sociaal vervoer, informele buurtzorg en sociaal culturele voorzieningen.
Er is slechts sprake van een algemene voorziening in de zin van de wet als de gemeente contracten heeft met aanbieders voor deze voorziening en klanten niet tegen het volle tarief een overeenkomst hoeft te sluiten met zo'n aanbieder. De financiële haalbaarheid van een algemene voorziening voor een cliënt moet door het college onderzocht worden.

### Aanvraag
Het Wmo-loket of het sociale wijkteam van de gemeente geeft informatie over algemene voorzieningen en helpt bij het indienen van de aanvraag. Alvorens informatie te verstrekken, hoort het Wmo-loket of het sociale wijkteam de cliënt te wijzen op zijn recht om zich te laten bijstaan door een onafhankelijke cliëntenondersteuner.

### Besluit
Het college verstrekt een algemene voorziening bij besluit.
Een individuele voorziening kan niet geheel of gedeeltelijk door het college aan een aanvrager worden onthouden op grond van zijn inkomen of vermogen. Onthouden zou leiden tot een door niet door de wetgever gewenst inkomensbeleid.
Op het besluit tot toekenning van een voorziening(en) is het bestuursprocesrecht van toepassing. Dat houdt in dat tegen het besluit bezwaar en beroep mogelijk is.
Onder het mom van ‘bureaucratische rompslomp’ beperken, werken steeds meer gemeenten ‘beschikkingsarm’. Wanneer een gemeente zonder beschikking werkt, volstaat een verwijsbrief van de huisarts of medisch specialist bijvoorbeeld om zorg in natura te ontvangen. Volgens Per Saldo heeft dit als voordeel dat geen weken gewacht hoeft te worden op een formele beschikking om de benodigde zorg te ontvangen. Nadeel van beschikkingsarm indiceren is dat er wel een formele beschikking nodig is om bezwaar te maken. Veel gemeenten geven aan dat er alsnog een beschikking verstrekt kan worden. Maar volgens belangenvereniging Per Saldo werpt dit toch weer een extra drempel op voor zorgvragers om bezwaar aan te tekenen. Per Saldo vindt het zorgelijk dat de Vereniging van Nederlandse Gemeenten (VNG) de initiatieven om beschikkingsarm te indiceren ondersteunt en als voorbeeld voor andere gemeenten uitdraagt.

## Maatwerkvoorziening
In de situatie dat algemene voorzieningen onvoldoende zijn om te voorzien in de behoeften van een huishouden, kan bij de gemeente een beroep worden gedaan op een maatwerkvoorziening.
Een ingezetene van Nederland komt in aanmerking voor een maatwerkvoorziening voor zover hij in verband met een beperking (lichamelijke handicap) niet 
- op eigen kracht,
- met gebruikelijke hulp (hulp die naar algemeen aanvaarde opvattingen in redelijkheid mag worden verwacht van de echtgenoot, ouders, inwonende kinderen of andere huisgenoten),
- met mantelzorg of met hulp van andere personen uit zijn sociale netwerk (personen uit de huiselijke kring of andere personen met wie de cliënt een sociale relatie onderhoudt)

voldoende zelfredzaam is of in staat is tot participatie. Een maatwerkvoorziening is daarbij een op de behoeften, persoonskenmerken en mogelijkheden van een persoon afgestemd geheel van diensten, hulpmiddelen, woningaanpassingen en andere maatregelen, daaronder begrepen het daarvoor noodzakelijke vervoer.
De Wmo 2015 kent een van de Algemene wet bestuursrecht (Awb) afwijkende procedure. De procedure begint met een melding aan de gemeente van een mogelijke behoefte aan zorg. Na zo'n melding volgt een integraal onderzoek door de gemeente. Na het uitbrengen van een rapportage over het onderzoek door de gemeente, kan de zorgbehoevende bij de gemeente een aanvraag doen voor een maatwerkvoorziening.
Uit een berekening van het Centraal Bureau voor de Statistiek blijkt dat in 2016 iets meer dan 1 miljoen Nederlanders gebruik maakten van een maatwerkvoorziening in het kader van de Wmo 2015. Dit is 6,2 procent van alle Nederlanders.

### Melding
De procedure tot het verkrijgen van een maatwerkvoorziening begint met een melding. Die melding kan mondeling, schriftelijk en digitaal aan de gemeente verzonden worden (meestal het Wmo-loket). De melding kan niet alleen door de zorgbehoevende gedaan worden, maar door een ieder die denkt dat iemand maatschappelijke ondersteuning nodig heeft (zorgaanbieder, huishoudelijke hulp, ambtenaar, arts, familieleden, buren, etc.).
Om de eenzaamheid onder ouderen te bestrijden, gaan gemeenten actief op zoek naar eenzame ouderen.

### Onderzoek
Het onderzoek van de gemeente in vervolg op een melding van een behoefte aan maatschappelijke ondersteuning omvat wat wel een keukentafelgesprek wordt genoemd. Soms vindt echter een gesprek plaats per telefoon. Alvorens het gesprek aan te gaan, hoort de gemeente de cliënt te wijzen op het recht zich te laten bijstaan door een onafhankelijke cliëntenondersteuner.
Binnen zes weken na ontvangst van de melding onderzoekt de gemeente:
- behoeften, persoonskenmerken en de voorkeuren van de cliënt;
- mogelijkheden om op eigen kracht of met gebruikelijke hulp zijn zelfredzaamheid of zijn participatie te verbeteren;
- mogelijkheden om met mantelzorg of hulp van andere personen uit zijn sociale netwerk te komen tot verbetering van zijn zelfredzaamheid of zijn participatie. Daarvoor wordt een actieve inbreng verwacht van de cliënt. De cliënt moet bereid zijn de gemeente actief te informeren over personen die onderdeel uitmaken van zijn sociale netwerk en over wat deze personen al dan niet bij de maatschappelijke ondersteuning voor hem zouden kunnen betekenen. Dit is alleen anders als de cliënt gegronde redenen heeft om dit te weigeren;
- mogelijkheden om met gebruikmaking van een algemene voorziening of door het verrichten van maatschappelijk nuttige activiteiten te komen tot verbetering van zijn zelfredzaamheid of zijn participatie;
- mogelijkheden om met gebruikmaking van algemeen gebruikelijke voorzieningen te komen tot verbetering van zijn zelfredzaamheid of participatie.[11] Algemeen gebruikelijk zijn voorzieningen die

1. in de reguliere handel verkrijgbaar zijn;
2. niet extreem duur zijn en daardoor voor veel mensen financieel bereikbaar zijn, en
3. niet speciaal bedoeld zijn voor mensen met beperkingen;

- mogelijkheden om door middel van samenwerking met zorgverzekeraars en zorgaanbieders en partijen op het gebied van publieke gezondheid, jeugdzorg, onderwijs, welzijn, wonen, werk en inkomen, te komen tot een zo goed mogelijk afgestemde dienstverlening met het oog op de behoefte aan verbetering van zijn zelfredzaamheid of zijn participatie;
- opbouw van de kosten van de mogelijke voorzieningen, alsmede de hoogte van de eigen bijdrage.

De resultaten van het onderzoek naar de zorgbehoeften zendt de gemeente aan de cliënt. De rapportage bevat niet alleen een overzicht van de geconstateerde behoeften, maar geeft ook inzicht in de wijze waarop de gemeente denkt in de behoeften van de cliënt te kunnen voorzien.

#### Aandachtspunten
- Het is de verantwoordelijkheid van de gemeente om bij afwachtende en machteloze ouderen de latente zorgbehoeften te onderscheppen. In de uit 2014 stammende overzichtsstudie 'Ouderen van de toekomst'[12] stellen de onderzoekers van Nederlands Instituut voor Onderzoek van de Gezondheidszorg (NIVEL) dat 26% van de ouderen hulp nodig heeft bij het formuleren van hun zorgbehoeften. Zij hebben het gevoel niet zelf te kunnen bepalen hoe hun leven eruitziet: het leven overkomt hen. Van die 26% ouderen lukt het 16% vaak niet om zelf beslissingen te nemen over de invulling van hun eigen leven.
- Uit onderzoek dat door Mijnkwaliteitvanleven.nl is verricht onder ruim 45 duizend Nederlanders, blijkt dat twee van de drie mensen met een aandoening of beperking zich negatief uitspreken over het contact dat zij met de gemeente hebben gehad over hun zorgbehoefte(n).[13] De onderzoekers trokken de volgende conclusies:

1. Voor een groot deel van de mensen met een chronische aandoening of beperking is onvoldoende zorg en ondersteuning beschikbaar. Zij kunnen het niet betalen of komen er niet voor in aanmerking. Dit heeft grote gevolgen voor hun dagelijks leven.
2. Vooral het contact tussen inwoner en de gemeente staat onder druk. De uitkomst ervan wordt vaak negatief ervaren. Het contact met de zorgverzekeraar wordt vaker positief ervaren (bijna twee keer zo vaak). De decentralisatie van zorg en ondersteuning heeft duidelijk een andere werkwijze nodig qua gespreksvoering en benadering, waarbij er meer aandacht is voor de wijze waarop de inwoner het contact ervaart.
3. Naarmate mensen zich kwetsbaarder voelen qua gezondheid, kost het hen meer moeite om regie te blijven voeren. Dit betekent niet dat mensen niet weten wat zij willen of hun eigen keuzes niet kunnen maken. Het laat zien dat het belangrijk is om met hen te bespreken wat zij nodig hebben om zelf regie te blijven voeren.
4. Regie voeren over het eigen leven is gemakkelijker gezegd dan gedaan. Zeker als mensen een slechte gezondheid ervaren. Mensen met een chronische aandoening of beperking voelen zich daarbij regelmatig onvoldoende gesteund, gehoord en/of begrepen in contact met mensen om hen heen: zowel mensen uit hun eigen omgeving, als ook hulpverleners en instanties.
5. Passende oplossingen kunnen een groot verschil maken in de kwaliteit van het dagelijkse leven en in de mate waarin mensen zich, ondanks ziekte of beperking, gezond en veerkrachtig voelen.

### Aanvraag
Op basis van de rapportage van het onderzoek vraagt de cliënt een maatwerkvoorziening aan bij de gemeente. Mocht de rapportage niet volledig de behoeften aan ondersteuning weergeven of zijn de voorzieningen zoals beschreven door de gemeente onvoldoende, dan is het aan te bevelen om dat bij de aanvraag te vermelden.
Indien de gemeente niet binnen zes weken na ontvangst van de melding een rapportage uitbrengt, kan rechtstreeks bij de gemeente een maatwerkvoorziening worden aangevraagd.
Stichting De Ombudsman wees er in 2014 op dat, afhankelijk van de hoogte van het inkomen en het aantal voorzieningen dat in gebruik is, het in sommige gevallen voordeliger kan zijn om zelf een (tweedehands) voorziening aan te schaffen in plaats van het betalen van de eigen bijdrage. Zo bespaart men zich bovendien de aanvraag- en verantwoordingsprocedure.
In het rapport dat de gemeente uitbrengt over het onderzoek naar aanleiding van de melding, is een overzicht opgenomen van de kosten die de gemeente denkt te maken voor de afzonderlijke voorzieningen. Daarnaast wordt inzicht gegeven in de maximale eigen bijdrage. Voordat een aanvraag wordt ingediend, heeft de cliënt de mogelijkheid om financieel af te wegen welke voorzieningen wel en welke niet aangevraagd worden.
In de aanvraag geeft de cliënt aan van welke voorzieningen hij gebruik wenst te maken, alsmede in welke vorm hij de maatwerkvoorziening verstrekt wenst te zien, dat is zorg in natura, een persoonsgebonden budget (pgb) of een combinatie van beide.

#### Zorg in natura
Als de cliënt kiest voor zorg in natura krijgt de cliënt de zorg, de begeleiding, de hulp of de voorzieningen die de cliënt nodig heeft via een instelling of leverancier die een contract heeft met de gemeente. Voorbeelden zijn een zorgaanbieder, een centrum voor dagopvang of een leverancier van revalidatiehulpmiddelen.

#### Persoonsgebonden budget
De gemeenteraad legt in een verordening vast 
- onder welke voorwaarden uit een door het college te verstrekken pgb diensten ingekocht kunnen worden;
- de essentialia van de voorzieningen die in het kader van een pgb kunnen worden verstrekt;
- op welke wijze de hoogte van een pgb wordt vastgesteld, alsmede
- een eventuele differentiatie van de pgb-tarieven.

Op 17 mei 2017 bevestigde de Centrale Raad van Beroep dat colleges van burgemeester en wethouders daartoe niet bevoegd zijn.
Alvorens een pgb te verstrekken, onderzoekt het college de schuldenlast van de cliënt. Indien een cliënt geen duidelijkheid kan verschaffen over zijn schuldenlast en de wijze waarop de schulden zijn afgelost, zal in de regel geen pgb worden toegekend (er bestaat immers het risico van beslaglegging op het pgb door een schuldeiser).
Met het persoonsgebonden budget dat de cliënt van de gemeente krijgt, regelt de cliënt zelf zijn zorg, begeleiding, hulp en/of voorzieningen. De cliënt moet zelf op zoek naar zorgverleners of voorzieningen, is zelf verantwoordelijk voor een goed beheer van het pgb en is zelf verantwoordelijk voor het inkopen van zorg met de kwaliteit die nodig is.
Cliënt sluit met elke afzonderlijke zorgverlener een zorgovereenkomst af. In de zorgovereenkomst legt de cliënt de afspraken vast die hij maakt met zijn zorgverlener, zoals de tijden waarop de zorg verleend wordt en wat daarvoor betaald. De betalingen lopen via de Sociale Verzekeringsbank (SVB) die het door de gemeente te verstrekken pgb-budget in beheer heeft. De SVB kent vier verschillende modelzorgovereenkomsten. Het gebruik van deze modelzorgovereenkomsten is verplicht:
- Het model Zorginstelling wordt gebruikt als de zorgverlener in dienst is van een instelling, zoals een thuiszorginstelling, uitzendbureau of bemiddelingsbureau.
- Het model Partner of familielid wordt gebruikt als de zorg verleend wordt door de partner of een familielid in de eerste of tweede graad,
- Het model Zorgverlener in opdracht wordt gebruikt als de zorgverlener niet in dienst is van een instelling en vaak voor meerdere opdrachtgevers werkt. Vaak is de zorgverlener een freelancer, een zelfstandig ondernemer of een ZZP-er. De zorgverlener betaalt zelf belasting en premies aan de Belastingdienst.
- Bij gebruik van de modelovereenkomst Zorgverlener in dienst wordt de cliënt de werkgever van zijn zorgverlener.

### Besluit
De gemeente is gehouden om binnen twee weken na ontvangst van de aanvraag een besluit te nemen. Doet de gemeente dat niet, dan kan de gemeente in gebreke worden gesteld. Na de ingebrekestelling heeft het college twee weken de tijd om alsnog een besluit te nemen. Doet het college dat niet, dan begint een dwangsom te lopen (tot maximaal €1.260). Na die twee weken kan de aanvrager zich ook tot de bestuursrechter wenden met het verzoek om de gemeente op te dragen een besluit op de aanvraag te nemen.
Op het besluit tot toekenning of afwijzing van een voorziening(en) is het bestuursprocesrecht van toepassing. Dat houdt in dat tegen het besluit bezwaar en beroep mogelijk is. In de volgende alinea's wordt een overzicht gegeven van uitspraken van rechtbanken en de Centrale Raad van Beroep.

#### Financiële tegemoetkoming
- Een maatwerkvoorziening kan ook een financiële tegemoetkoming omvatten. De wet stelt wel als voorwaarde dat de financiële tegemoetkoming een passende bijdrage moet leveren aan de zelfredzaamheid en participatie van de aanvrager.[17]
- Verzocht is om een financiële tegemoetkoming voor het realiseren van een uitbouw met slaapkamer en natte cel. De gemeente heeft bij de vaststelling van de hoogte van de vergoeding ten onrechte de verwachte waardevermeerdering van de woning op de aanneemsom van de uitbouw in mindering gebracht.[18]

#### Maatschappelijke opvang
- Opvang van uitgeprocedeerde asielzoekers in een vrijheidsbeperkende locatie (VBL) kan in het algemeen aangemerkt worden als een voldoende voorziening in het bieden van opvang. Met plaatsing in een VBL wordt voldoende invulling gegeven aan de uit het internationaal recht voortvloeiende positieve verplichting opvang te bieden. Daarmee is de opvang in een VBL een aan de Wmo 2015 voorliggende voorziening die de noodzaak van opvang op grond van de Wmo 2015 wegneemt. Tegen het niet toelaten tot de opvang in de VBL is beroep bij de vreemdelingenrechter mogelijk en het is uiteindelijk aan de Afdeling bestuursrechtspraak van de Raad van State om over de rechtmatigheid van een dergelijke weigering te oordelen.[19]

#### Mantelzorg
In Wmo 2015 is geen afdwingbare verplichting tot het verlenen van zorg voor personen die onderdeel uitmaken van het sociale netwerk -inclusief familie- van de cliënt die maatschappelijke ondersteuning behoeft. 
- Voor het nemen van een besluit tot toekenning van een maatwerkvoorziening dient een college er zich van te vergewissen of personen uit het sociale netwerk bereid zijn om (mantel)zorg te verlenen zonder daarvoor een betaling te ontvangen.[20]
- Er is geen sprake van mantelzorg als de zorg niet onbetaald vrijwillig geschiedt. Het in afwachting van de uitspraak van de rechtbank aan betrokkene zorg blijven verlenen, doet hieraan niet af.[21]
- In de toekenning van de maatwerkvoorziening dient het college voldoende gemotiveerd aan te geven welk deel van de door cliënt benodigde zorg, valt onder zorg uit het eigen netwerk.[22]

#### Schoon en leefbaar huis
- Een gemeente is bevoegd is om ter invulling van het begrip schoon en leefbaar huis beleidsregels vast te stellen. Deze regels mogen echter niet willekeurig zijn en dienen te berusten op objectieve criteria, steunend op deugdelijk onderzoek naar noodzakelijke handelingen en de frequentie van die handelingen. Overleg met gecontracteerde zorgaanbieders en cliëntenraden is niet toereikend.[23][24][25]
- Bij het invullen van de behoefte aan maatschappelijke ondersteuning mag een gemeente gebruik maken van standaardmodules. Dit laat onverlet dat de gemeente moet onderzoeken of de standaardmodule in voldoende mate tegemoetkomt aan de behoefte aan ondersteuning.[26]
- Tot de kerntaak van de gemeente behoort het vaststellen van de rechten (en plichten) van een cliënt. Wat nodig is om het resultaat ‘een schoon en leefbaar huis’ te bereiken, is afhankelijk van de feiten en omstandigheden van het individuele geval. Zo kan de mate waarin hulp bij het huishouden nodig is per geval verschillen bijvoorbeeld omdat de ene cliënt meer beperkingen heeft dan de andere. Waar een cliënt recht op heeft kan dus per geval verschillen. Het is aan het bestuursorgaan om vast te stellen wat het recht inhoudt en niet de zorgverlener.[27]
- De gemeente hanteert normtijden voor huishoudelijke activiteiten die afwijken van de oude tijden die waren ontleend aan het Protocol van CIZ. De Raad heeft over de inhoud van dit protocol geoordeeld dat dit op een deskundige analyse van de zorgbehoefte van leefeenheden berust.[28] Het college stelt dat de nieuwe normtijden van de Beleidsregels berusten op overleg met de zorgaanbieders, vergelijkend onderzoek naar de normtijden bij andere gemeenten en algemene protocollen van de schoonmaakbranche. In beroep noch in hoger beroep zijn gegevens overgelegd waarmee kan worden beoordeeld of de verlaagde tijden in het algemeen toereikend zijn voor een als compensatie te kwalificeren resultaat van de huishoudelijke verzorging. De enkele verwijzing naar overleg met zorgaanbieders, het beleid van andere gemeenten en protocollen van de schoonmaakbranche is onvoldoende objectieve onderbouwing voor de deugdelijkheid van de nieuwe criteria. Dit betekent dat het college niet inzichtelijk heeft gemaakt dat de verlaagde normtijden op objectieve criteria berusten.[23]

#### Sport
- Sportbeoefening is een maatschappelijke activiteit die valt onder het begrip ‘participatie’ in de zin van de Wmo 2015.[29]
- Gezien de beperkingen van betrokkene is paardrijden een van de weinige sporten waaraan deelgenomen kan worden. Blijkens een verklaring van een revalidatiearts heeft paardrijden een positief effect op betrokkene. Dit betekent dat een maatwerkvoorziening kan worden toegekend  waarbij rekening wordt gehouden met de begeleiding die nodig is bij het paardrijden.[29]

#### Verhuis- en inrichtingskosten
- Blijkens medisch advies heeft betrokkene beperkingen bij het traplopen, die hem beletten gebruik te maken van de trap die leidt naar zijn woning. Dat ten tijde van het medisch advies geen medische noodsituatie kon worden vastgesteld, laat onverlet dat het college op grond van de Wmo gehouden was betrokkene te compenseren voor de beperkingen die hij ondervond bij het normale gebruik van zijn woning. Door de aanwezigheid van een medische noodsituatie te vereisen voor het verstrekken van verhuis- en inrichtingskosten heeft het college een onjuiste maatstaf aangelegd. Het bestreden besluit kan daarom niet in stand blijven en heeft betrokkene recht op verhuis- en inrichtingskosten.

#### Vervoersvoorziening
- Evenals het collectief vervoer van de gemeente onder de Wmo kon worden aangemerkt als een individuele voorziening[30] kan het huidige collectief aanvullend vervoer (de Taxibus, vervoer van deur tot deur) onder de Wmo 2015 worden aangemerkt als een maatwerkvoorziening in het kader van de Wmo 2015. Ook onder de Wmo 2015 geldt immers dat een op het individu gericht onderzoek nodig is om vast te stellen dat de betrokkene niet of onvoldoende gebruik kan maken van het openbaar vervoer en dat hij daarom voor zijn zelfredzaamheid of participatie op een maatwerkvoorziening is aangewezen.[31]

#### Woningaanpassing
- Betrokkene heeft de woningaanpassing (traplift) voorafgaand aan het doen van de aanvraag gerealiseerd. Op het moment van de aanvraag was de noodzaak tot het treffen van de gevraagde voorziening niet langer aanwezig.[32]

### Noodmaatregel
Indien direct zorg nodig is en de uitkomst van het onderzoek en de aanvraag van de cliënt niet afgewacht kan worden, dient dit vermeld te worden bij de melding. Het college is gehouden na deze melding onverwijld een besluit te nemen tot het al of niet verstrekken van een tijdelijke maatwerkvoorziening. Indien de gemeente niet onverwijld of onvoldoende tegemoetkomt aan het verzoek, kan bij de gemeente een bezwaarschrift worden ingediend en gelijktijdig bij de bestuursrechter een voorlopige voorziening worden gevraagd.
Ook de behoefte aan kortlopende zorg na bijvoorbeeld een ziekenhuisopname kan op deze manier geregeld worden (melding en verzoek om noodmaatregel).

## Eigen bijdrage
Het opleggen van een eigen bijdrage op grond van de Wmo 2015 is een besluit waartegen bezwaar en beroep mogelijk is.

### Algemene voorziening
Gemeenten hebben beleidsvrijheid bij het bepalen wat de eigen bijdrage voor een algemene voorziening is. De hoogte van de eigen bijdrage voor de afzonderlijke algemene voorzieningen wordt bij verordening vastgesteld door de gemeenteraad, delegatie aan het college is niet toegestaan.
Een bijdrage mag echter niet hoger zijn dan de kostprijs van de voorziening. Gemeenten hebben er belang bij om een algemene voorziening laagdrempelig te houden om de druk op vaak duurdere maatwerkvoorzieningen te beperken.
De eigen bijdrage wordt veelal betaald aan de aanbieder van de voorziening. Er zijn echter ook gemeenten die er voor kiezen om de eigen bijdrage zelf te innen.

### Bijdrage van cliënten voor maatwerkvoorzieningen
Bij gemeentelijke verordening kon tot 2019 worden bepaald dat een cliënt een bijdrage in de kosten is verschuldigd voor het afnemen van een maatwerkvoorziening. Op 1 januari 2019 is de eerdere bepaling voor een eigen bijdrage uit het Uitvoeringsbesluit Wmo 2015 vervangen door een abonnementstarief van € 17,50 per vier weken (2024: € 20,60 per maand) voor het totale huishouden. Doordat de eigen bijdragen dan niet langer afhankelijk zijn van enerzijds de totale kosten van de voorzieningen en anderzijds totaalinkomen en vermogen van een huishouden, kunnen uitvoeringskosten en administratieve lasten fors omlaag. Gemeenten houden de mogelijkheid om lagere eigen bijdragen vast te stellen. Om de vereenvoudiging en verlaging te financieren wordt 145 miljoen euro in het Gemeentefonds gestort. Dit bedrag is echter onvoldoende om de mindere opbrengst van de eigen bijdragen te dekken. Het resterende deel dient binnen de gemeentelijke begrotingen gevonden te worden.
Vanaf 2020 blijft de verantwoordelijkheid voor de inning van het abonnement waarschijnlijk bij het CAK.
De Rijksoverheid onderneemt stappen tegen enkele gemeenten die bij de beoordeling van zelfredzaamheid en 'eigen kracht' de financiële draagkracht van cliënten betrekken, omdat de Rijksoverheid dit in strijd acht met de wet.
De regering is van plan het vaste abonnementstarief per 1 januari 2026 af te schaffen.

### CAK en Sociale Verzekeringsbank
De vaststelling en de inning van de eigen bijdrage voor een maatwerkvoorziening wordt verzorgd door het CAK. Het peiljaar voor het vaststellen van het inkomen is dat van 2 jaar geleden. Mocht het inkomen de laatste 2 jaar gedaald zijn dan kan aan het CAK verzocht worden de eigen bijdrage aan te passen aan de huidige inkomenspositie.
De hoogte van de eigen bijdrage wordt door het CAK bepaald op basis van de door de gemeente verstrekte informatie over de totale kosten van de voorzieningen in een kalenderjaar.
De uitbetalingen bij een persoonsgebonden budget worden verricht door de Sociale Verzekeringsbank. Indien een cliënt in een kalenderjaar minder afneemt dan in het persoonsgebonden budget staat aangegeven, kunnen er problemen ontstaan. Het CAK weet niet dat er minder afgenomen wordt en gaat een eigen bijdrage innen voor voorzieningen die niet afgenomen zijn/worden. Mocht zich een dergelijke situatie zich voordoen, dan dient onmiddellijk de gemeente geïnformeerd te worden met het verzoek om de hoogte van het persoonsgebonden budget aan te passen en dit aan het CAK door te geven.

## Toezicht
De gemeente is niet alleen integraal verantwoordelijk voor de kwaliteit van het beleid en uitvoering van de maatschappelijke ondersteuning, maar ook voor het toezicht op de uitvoering en de handhaving (zoals vastgelegd in een door de gemeenteraad vast te stellen verordening). Het contracteren van aanbieders die de maatschappelijke ondersteuning feitelijk leveren, en de keuzes die de gemeente daarin maakt, is cruciaal. Daarbij vormen de landelijk te ontwikkelen kwaliteitsstandaarden voor de maatschappelijke ondersteuning een belangrijk kader. De Inspectie Gezondheidszorg en Jeugd (IGJ) kan door gemeenten worden betrokken voor de advisering over de inrichting van het gemeentelijk toezicht.

### Gemeentelijke toezichthouder
Ingevolge de Wmo 2015 wijst het college personen aan die voor het toezicht op de naleving van de wet verantwoordelijk zijn. Na de aanwijzing is deze persoon toezichthouder in de zin van de Algemene wet bestuursrecht. Tot zijn bevoegdheid hoort het inwinnen van inlichtingen en het inzien van cliëntendossiers bij zorgaanbieders. In een aantal gemeenten is aan de Gemeentelijke gezondheidsdienst (GGD) gevraagd het toezicht uit voeren. Indien een gemeentelijke toezichthouder een rapport uitbrengt, is het aan het college om hieraan maatregelen te verbinden.

### Horizontale verantwoording
Voor de Wmo 2015 zijn gemeenten zelf verantwoordelijk voor een juiste uitvoering van de wettelijke verplichtingen en het toezicht daarop. De gemeenteraad controleert het college op de uitvoering van de taken (horizontale verantwoording) en krijgt daarbij de hulp van de gemeentelijke rekenkamer, burgerpannel of lokale ombudsman. Het college moet zich naar de gemeenteraad verantwoorden over het gevoerde beleid en de resultaten in de uitvoering.

### Interbestuurlijk toezicht
De Wet revitalisering generiek toezicht (Wrgt), die 1 oktober 2012 in werking is getreden, voorziet in een vereenvoudiging van het stelsel van interbestuurlijk toezicht en in het zo veel als mogelijk concentreren van dat stelsel in de Provinciewet en de Gemeentewet. Die wet gaat uit van het vertrouwen in een bestuurslaag en van een deugdelijke horizontale verantwoording van gemeentebestuur aan de gemeenteraad.
Indien nodig, kan de toezichthouder (dat is voor het terrein van de maatschappelijke ondersteuning de minister van Volksgezondheid, Welzijn en Sport) handelend optreden indien een gemeente een medebewindstaak verwaarloost of een besluit neemt dat in strijd is met het recht of het algemeen belang. Daadwerkelijk ingrijpen vindt niet eerder plaats dan nadat daar de nodige stappen aan vooraf zijn gegaan.

## Kosten
De regering verwacht dat gemeenten via de Wmo 2015 de zorg flexibel kunnen verstrekken en een grotere inzet van mantelzorgers en vrijwilligers kunnen realiseren. De verwachting is dat de kosten voor de zorg teruggedrongen kunnen worden. De regering verstrekt de gemeenten geen gelabeld budget. Er vindt een storting plaats in het gemeentefonds. Eventuele tekorten bij de uitvoering van de Wmo 2015 zullen door de gemeenten zelf gedragen moeten worden.
Blijkens een publicatie van het Centraal Bureau voor de Statistiek gaven gemeenten in 2015 12,7 miljard euro uit aan maatschappelijke ondersteuning en jeugdzorg. Van de 13,8 die de gemeenten in 2015 voor deze taken ontvingen, hielden zij samen bijna 1,2 miljard euro over.
Het totaal aan baten en lasten van de Nederlandse gemeenten bedraagt in 2018 57,9 miljard euro (voorlopige cijfers). Van dit bedrag besteden gemeenten 23,3 miljard binnen het sociale domein. Daarbij zijn de volgende baten en lasten begroot:
| Taakveld                               | baten | lasten | saldo   | toelichting |
| Totaal sociaal domein                  | 6.981 | 23.277 | −16.296 | |
| Algemene voorzieningen incl. wijkteams | 161   | 2.936  | −2.775  | Algemene voorzieningen en kosten wijkteams |
| Inkomensregelingen                     | 6.138 | 7.951  | −1.813  | Alle inkomens- en bijstandsvoorzieningen |
| Participatie                           | 179   | 3.281  | −3.102  | Maatschappelijke participatie niet gericht op doorstroming naar arbeidsmarkt, alsmede op arbeid gerichte participatie- en re-integratievoorzieningen |
| Maatwerkvoorzieningen (Wmo)            | 43    | 622    | −579    | Materiële voorzieningen om zelfstandig te kunnen functioneren voor mensen met fysieke beperkingen                                                    |
| Maatwerkdienstverlening 18+            | 257   | 2.859  | −2.602  | Dienstverlening aan individuele cliënten met een beperking (fysiek/psychisch), die zelfstandig wonen                                                 |
| Maatwerkdienstverlening 18−            | 99    | 2.935  | −2.836  | Jeugdhulp als individuele voorziening |
| Geëscaleerde zorg 18+                  | 87    | 2.142  | −2.055  | Alle opvang- en beschermd wonen voorzieningen |
| Geëscaleerde zorg 18−                  | 17    | 550    | −532    | Opvang en verbeteren van veiligheid van kinderen en jeugdigen                                                                                        |

Door de vergrijzing in Nederland blijven de kosten van de wmo stijgen, in combinatie met het ravijnjaar staat de houdbaarheid van de Wmo onder druk. Kabinet-Schoof heeft om de kosten voor gemeenten te drukken een Wmo-accres toegevoegd. Dit betekent dat er extra geld beschikbaar komt voor gemeenten om de kosten van de Wmo te kunnen betalen.

## Geschiedenis
De oude Wmo verving de Welzijnswet 1994, de Wet voorzieningen gehandicapten (WVG) en delen van de Algemene Wet Bijzondere Ziektekosten (AWBZ).
Bij de behandeling in de Tweede Kamer van het wetsvoorstel Wmo zijn er aanzienlijke veranderingen in het wetsontwerp doorgevoerd: de mogelijkheid te kiezen voor een persoonsgebonden budget, en de compensatieplicht.
In het eerste jaar van de oude Wmo is veel onrust ontstaan onder thuiszorgorganisaties. Ze constateerden dat veel gemeenten vooral de goedkopere alfahulp indiceerden. Bij de aanbesteding die voorafging aan de invoering van de Wmo hadden de thuiszorginstellingen daar niet op gerekend met als gevolg dreigende ontslagen van hoger opgeleid personeel en tekort aan alfahulpen. Veel gemeenten hebben hierop nieuwe afspraken gemaakt met de thuisorganisaties waarmee zij contracten hadden afgesloten. Deze afspraken hebben veelal de vorm van overgangsregelingen.